# 纳尔逊·佩尔茨
纳尔逊·佩尔茨（1942年6月24日—）是一位美国犹太裔富商和另类投资家，曾担任亿滋国际、亨氏公司和英格索兰等公司的董事。他女儿是妮可拉·佩尔茨。